# Anab
Anab (arab. اناب) – miejscowość w Syrii, w muhafazie Aleppo. W 2004 roku liczyła 2309 mieszkańców.